# Mayran
Mayran (okzitanisch: Mairanh) ist eine französische Gemeinde mit 614 Einwohnern (Stand: 1. Januar 2022) im Département Aveyron, Region Okzitanien (vor 2016: Midi-Pyrénées). Sie gehört zum Arrondissement Villefranche-de-Rouergue und zum Kanton Enne et Alzou. Die Einwohner werden Mayrannais genannt.

## Geografie
Mayran liegt etwa 19 Kilometer westnordwestlich von Rodez. Der zu Mayran gehörige Weiler Le Moulin du Bousquet liegt am Aveyron, der die südliche Gemeindegrenze bildet. Umgeben wird Mayran von den Nachbargemeinden Clairvaux-d’Aveyron im Norden und Osten, Moyrazès im Südosten, Colombiès im Süden sowie Belcastel im Westen.

## Bevölkerungsentwicklung
| 1962                       | 1968 | 1975 | 1982 | 1990 | 1999 | 2006 | 2019 |
| -------------------------- | ---- | ---- | ---- | ---- | ---- | ---- | ---- |
| 593                        | 565  | 520  | 492  | 472  | 454  | 499  | 637  |
| Quellen: Cassini und INSEE |      |      |      |      |      |      |      |

## Sehenswürdigkeiten
- Kirche Saint-Fabien und Saint-Sébastien
- Zehntscheune von Ruffepeyre, seit 2002 Monument historique

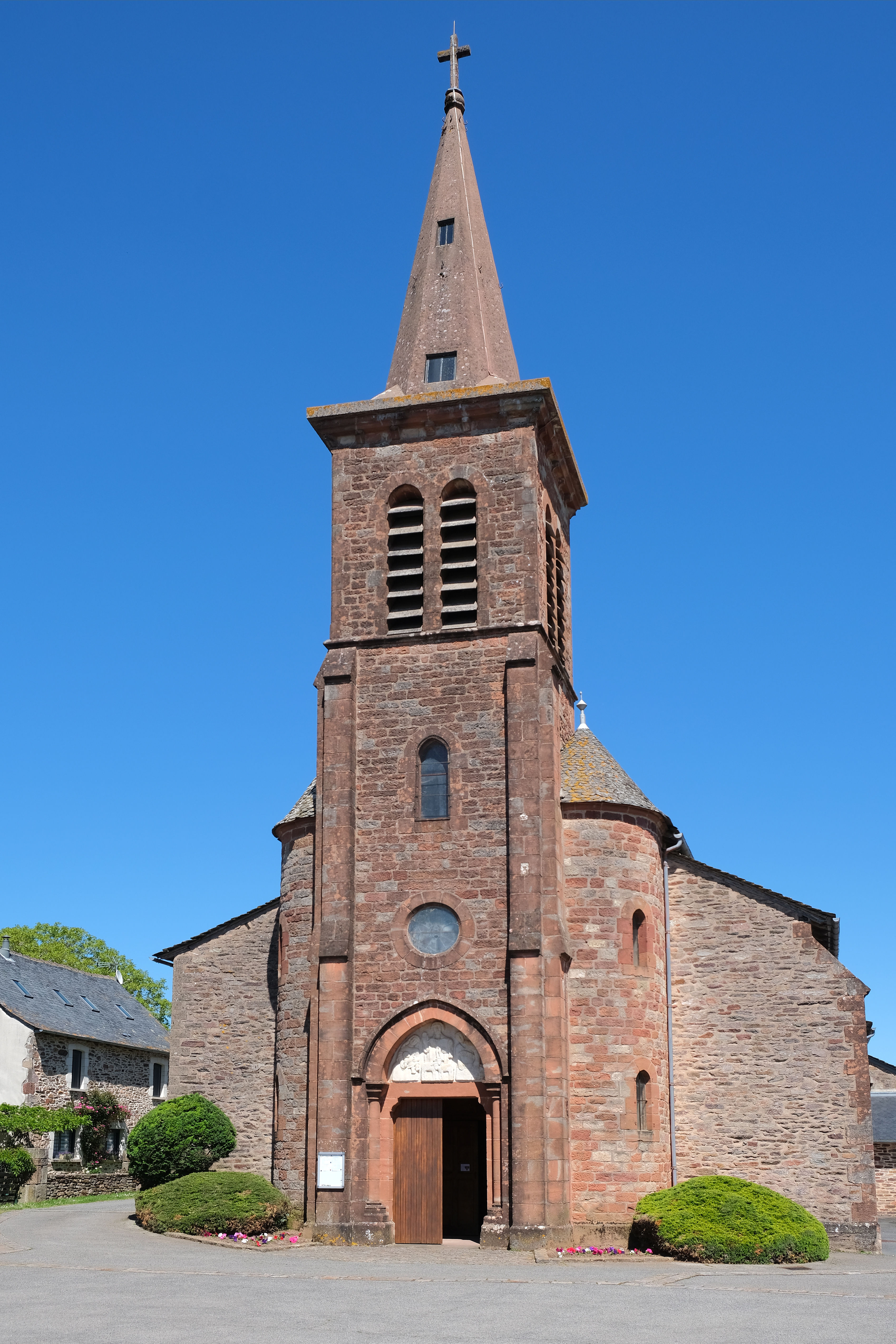
Kirche Saint-Fabien und Saint-Sébastien
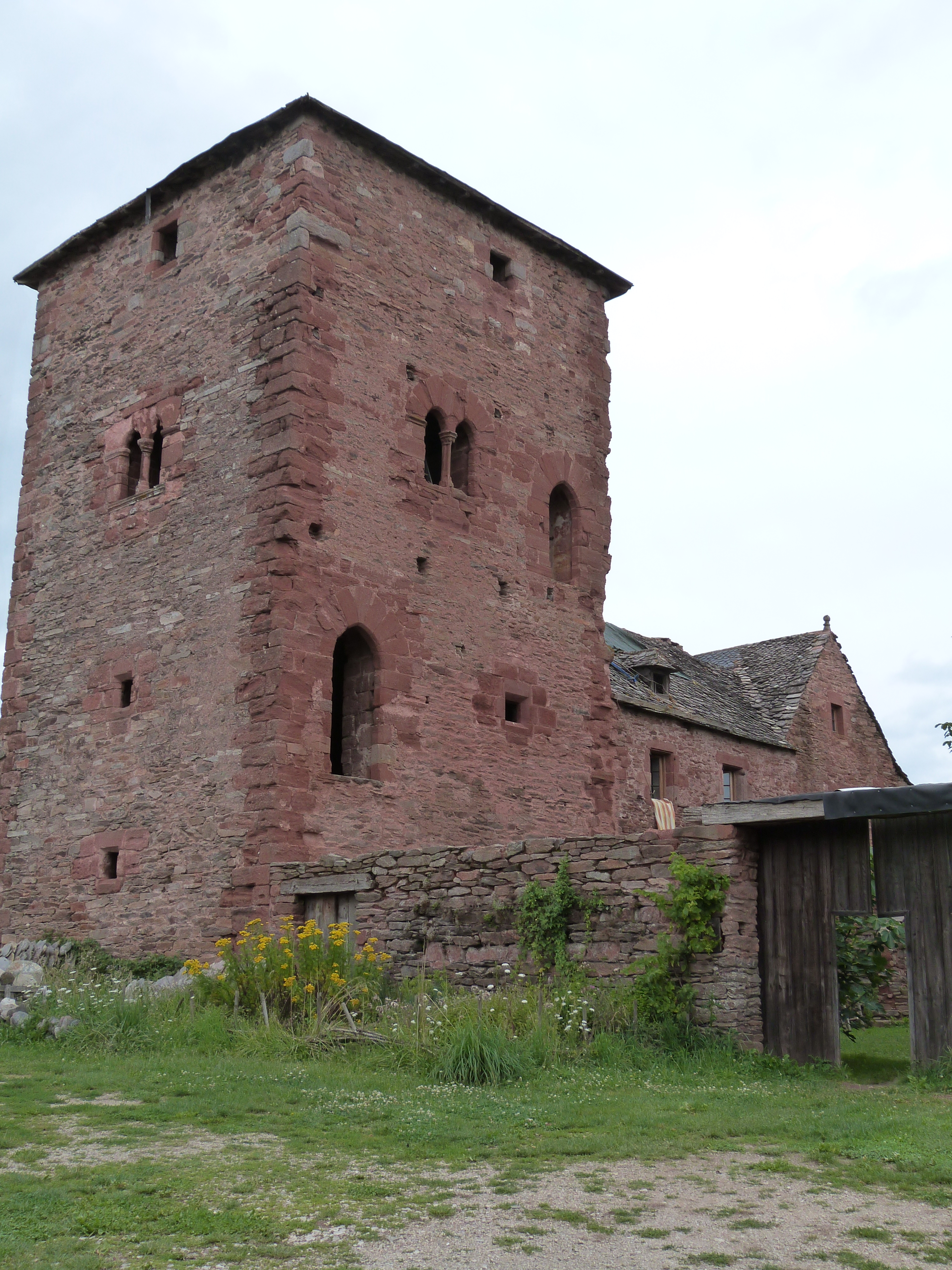
Zehntscheune